# 阮廷賜 (後黎朝)
阮廷賜（越南语：／；1750年—？年），越南後黎朝、阮朝官員。

## 生平
吳暹是山南鎮應天府彰德縣保慈社（今屬河內市彰美縣藍田社保慈村）人，景興十一年（1750年）出生。景興四十六年（1785年），考中進士。黎末任給事中。西山朝時，隱居不仕。阮朝嘉隆初，召授太和殿學士，出任奉天府督學，仕至宣光鎮協鎮。